# 絕命紅蠍星
《絕命紅蠍星》（英語：After the Game）是一部1997年的新黑色劇情/推理片，由布瑞斯特·麥克威廉斯（Brewster MacWilliams）执导，主演有法蘭克·葛許（Frank Gorshin）、史丹利·狄桑提斯（Stanley DeSantis）、山姆·安德森（Sam Anderson）、麥克·吉諾夫（Mike Genovese）、苏珊·特雷洛（Susan Traylor）和羅伯特·杜巴可（Robert Dubac）。本片由羅伯特·彼得斯（Robert Peters）和羅伊·文尼克（Roy Winnick）担任制片人，剧本由布瑞斯特·麥克威廉斯编写。
电影探讨了扑克、复仇、欺骗、欲望和贪婪等主题，涉及因果报应与来世的概念。
影片的DVD以“The Last Hand”为名，于2004年发行。

## 劇情
年迈的赌徒班尼·華許在赢得人生中最大的一场扑克赌局后，因一场可疑的车祸去世。他的儿子克萊德来到内华达州的小镇，想要寻找真相。他逐渐发现，父亲的每一位赌友似乎都有充足的动机想要他的命。

## 演員
- 法蘭克·葛許（Frank Gorshin） 饰 班尼·華許（Benny Walsh）
- 史丹利·狄桑提斯（Stanley DeSantis） 饰 法蘭克·伯提尼（Frank Bertini）
- 山姆·安德森（Sam Anderson） 饰 吉米·華許（Jimmy Walsh）
- 麥克·吉諾夫（Mike Genovese） 饰 山姆·柯瓦斯基（Sam Kowalski）
- 苏珊·特雷洛（Susan Traylor） 饰 维罗妮卡·柯瓦斯基（Veronica Kowalski）
- 理查德·莱恩巴克（Richard Lineback） 饰 “瘦子”酒保（Slim, the Bartender）
- 唐娜·埃斯克拉（Donna Eskra） 饰 多莉（Dolly）
- 罗伯特·杜巴克（Robert Dubac） 饰 克莱德·華許（Clyde Walsh）
- 卢·罗尔斯（Lou Rawls） 饰 停尸房工作人员（Morgue Attendant）
- 丹尼尔·扎卡帕（Daniel Zacapa） 饰 加西亚警探（Detective Garcia）
- 哈德森·萊克（Hudson Leick） 饰 葛瑞絲（Grace）